# تیم آبی (امنیت رایانه)

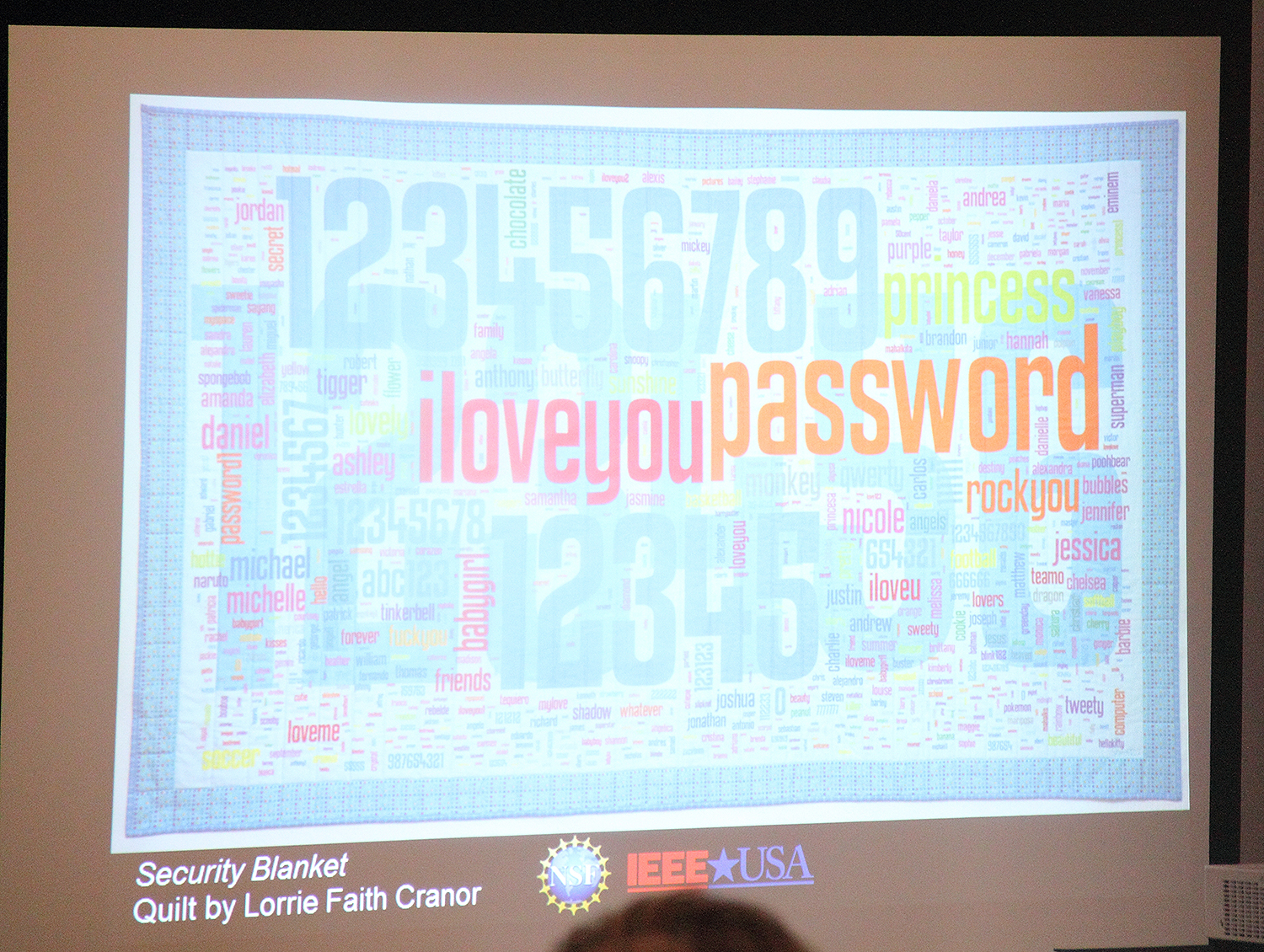
ماه ملی آگاهی از امنیت سایبری

تیم آبی (به انگلیسی: Blue team) شامل گروهی از افراد است که یک شبکه را ارزیابی می‌کنند تا هر گونه آسیب‌پذیری بالقوه‌ای را که بر دستگاه‌ها یا سیستم‌های حیاتی یک کسب‌وکار تأثیر می‌گذارد، شناسایی کنند. به طور کلی تیم های آبی مسئول نظارت، شناسایی و واکنش به تهدیدات امنیتی هستند.

## تاریخچه
به عنوان بخشی از ابتکار دفاعی امنیت رایانه‌ای ایالات متحده، تیم های قرمز برای بهره برداری های مخرب توسعه داده شدند. در نتیجه تیم‌های آبی برای طراحی اقدامات دفاعی در برابر چنین فعالیت‌های تیم قرمز توسعه یافتند.

## پاسخ حادثه
اگر حادثه‌ای در سازمان رخ دهد، تیم آبی شش مرحله زیر را برای رسیدگی به وضعیت انجام می دهد:
1. آمادگی
2. شناسایی
3. مهار
4. ریشه‌کنی
5. بهبود
6. درس های آموخته شده [۳]

### مقاوم‌سازی سیستم عامل
تیم آبی در آماده سازی برای یک حادثه امنیتی رایانه‌ای، تکنیک‌های روش های مقاوم‌سازی را بر روی تمام سیستم عامل‌ها در سراسر سازمان انجام خواهد داد.

### دفاع محیطی
تیم آبی همیشه باید مراقب محیط شبکه از جمله جریان ترافیک، فیلتر کردن بسته، دیوار آتش پراکسی و سیستم های تشخیص نفوذ باشد.

### ابزارها
اعضای تیم آبی از ابزارهای تخصصی برای نظارت بر ترافیک شبکه و ایجاد فیلترهای خاص برای شناسایی حملاتی که در حال وقوع هستند استفاده می کنند. برخی از ابزارهای مورد استفاده توسط گروه‌های تیم آبی شامل تشخیص نفوذ و پیشگیری، تجزیه و تحلیل بسته‌ها، گزارش و تجمیع بسته‌ها، شناسایی و پاسخ نقطه پایانی فعال، و هانی‌پات‌ها هستند.
ابزارهای تشخیص نفوذ و پیشگیری به عنوان اولین خط دفاعی برای شناسایی و جلوگیری از حملات خارج از شبکه عمل می کنند. تیم‌های آبی از این ابزارها برای تعیین دارایی‌هایی که هدف قرار می‌گیرند استفاده می‌کنند و به شناسایی ماشین‌های بالقوه که به طور فعال هدف قرار گرفته‌اند کمک می‌کنند. اعضای تیم آبی می‌توانند بعداً از این اطلاعات برای بررسی اینکه آیا دستگاه‌های مورد نظر دارای آسیب‌پذیری‌هایی هستند که می‌تواند منجر به نقض موفقیت‌آمیز شود، استفاده کنند.
ابزارهای تجزیه و تحلیل بسته، مانند وایرشارک به اعضای تیم آبی اجازه می دهد تا بسته های جداگانه ارسال شده در سراسر شبکه را تجزیه و تحلیل و رشته بندی کنند. فرض کنید دستگاهی در شبکه مورد حمله قرار گرفته است. در این صورت، اعضای تیم آبی می توانند ترافیک دستگاه قربانی را تجزیه و تحلیل کنند، که می تواند به شناسایی آدرس آی‌پی مهاجم و درک ترافیک ارسال شده به مهاجم و دستگاه قربانی کمک کند. در موارد سوء استفاده، گاهی می توان دستورهای استفاده شده در برابر سیستم های در معرض خطر را مشاهده کرد.
ابزارهای گزارش و جمع‌آوری بسته، گزارش‌های ترافیک وب را برای تجزیه و تحلیل حمله سازماندهی می‌کنند. مانند تجزیه و تحلیل بسته‌ها، تجمیع گزارش‌ها به بازسازی زنجیره‌های حمله از رویدادهایی که منجر به حمله و نقض می‌شوند کمک می‌کند و به تیم آبی اجازه می‌دهد تا رفتار یک حمله سایبری را تجزیه و تحلیل کند. تجمیع گزارش‌ها همچنین می‌تواند به ایجاد قوانین دیوار آتش و فیلترهای هشدار سفارشی برای ترافیک شبکه کمک کند که می‌تواند به جلوگیری از حملات آینده کمک کند و در عین حال به تیم آبی حمله سریع‌تر هشدار دهد.
هانی‌پات ابزار دیگری است که اعضای تیم آبی گاهی از آن برای یادگیری در مورد تهدیدها و تکنیک های جدید استفاده می کنند و در عین حال امنیت شبکه تجاری را تضمین می کنند. هانی‌پات ها دارایی های فریبنده هستند که شبیه اهداف اصلی به نظر می رسند و به گونه ای طراحی شده اند که به راحتی قابل نفوذ باشند. هانی‌پات به تیم آبی اجازه می دهد تا حملات و اکسپلویت های جدید را تجزیه و تحلیل کند تا درک بهتری از نحوه دسترسی مهاجمان به ماشین های هانی‌پات و روش های حمله مورد استفاده پس از به خطر افتادن سیستم داشته باشد.
برخی از این ابزارها عبارتند از:

#### مدیریت تاریخچه و تجزیه و تحلیل
- Graylog
- LogRhythm
- NetWitness
- FortiSIEM (با نام مستعار) AccelOps )
- AlienVault
- اسپلانک
- سریع 7
- SIEMonster
- SolarWinds
- Qradar (آی‌بی‌ام)
- کوئست
- اسپلانک

#### فناوری اطلاعات و مدیریت رویدادهای امنیتی (SIEM)
نرم‌افزار SIEM با گرداوری داده ها و تحلیل رویدادهای امنیتی، از شناسایی تهدید و پاسخ حوادث امنیتی پشتیبانی می‌کند. این نوع نرم‌افزارها همچنین از منابع داده‌ای خارج از شبکه از جمله شاخص های سازش (IoC) اطلاعات تهدید رایانه‌ای استفاده می‌کنند.